# Стабильность коллоидного раствора
Стабильность коллоидного раствора (устойчивость коллоидного раствора, англ. stability of colloidal system) — свойство коллоидной системы противостоять тенденции к агрегации частиц.

## Описание
Проблема устойчивости дисперсных систем — одна из основных в коллоидной химии. Это связано с тем, что большинство коллоидных растворов термодинамически неустойчиво, и частицы дисперсной фазы в них имеют тенденцию к агрегации. В то же время скорость агрегации многих дисперсных систем мала, в этом случае коллоидный раствор не претерпевает изменений в течение длительного времени, и его можно считать кинетически устойчивым (метастабильным). В неустойчивых системах происходит коагуляция, ведущая к образованию более крупных частиц.
Устойчивость коллоидных растворов изменяется в очень широких пределах — продолжительность их существования составляет от долей секунды до сотен лет. Она зависит от многих факторов: размера и концентрации частиц вещества, температуры, присутствия электролитов. В лиофобных системах при добавлении электролитов скорость коагуляции резко увеличивается. В то же время добавление лиофильного коллоида к лиофобному золю может замедлить процесс коагуляции и сделать коллоидную систему кинетически стабильной.